# Гран-при Швейцарии ITT
Гран-при Швейцарии ITT (фр. Grand Prix de Suisse ITT) — шоссейная однодневная велогонка, проходившая по территории Швейцарии с 2001 по 2010 год.

## История
Гонка была создана в 2001 году, через год после смерти швейцарской велогонщицы Магали Паче, в честь которой и получила своё первоначальное название фр. Souvenir Magali Pache. Дебютная гонка была проведена в рамках национального календаря.
Затем последовал двухгодичный перерыв. В 2004 году гонка была возрождена и просуществовала до 2010 года входя уже в Женский мировой шоссейный календарь UCI. 
Гонка проводилась в формате индивидуальной гонки в тот же день и на той же трассе, что и этап мужского Тура Романдии в аналогичном формате. Изначально это был заключительный этап Тура Романдии в Лозанне. С 2008 года проводилась в других городах и соответствовала третьему этапу Тура Романдии, а её название изменилось на фр. Grand Prix de Suisse-Souvenir Magali Pache.
Протяжённость дистанции была от 18 до 25 км.

## Призёры

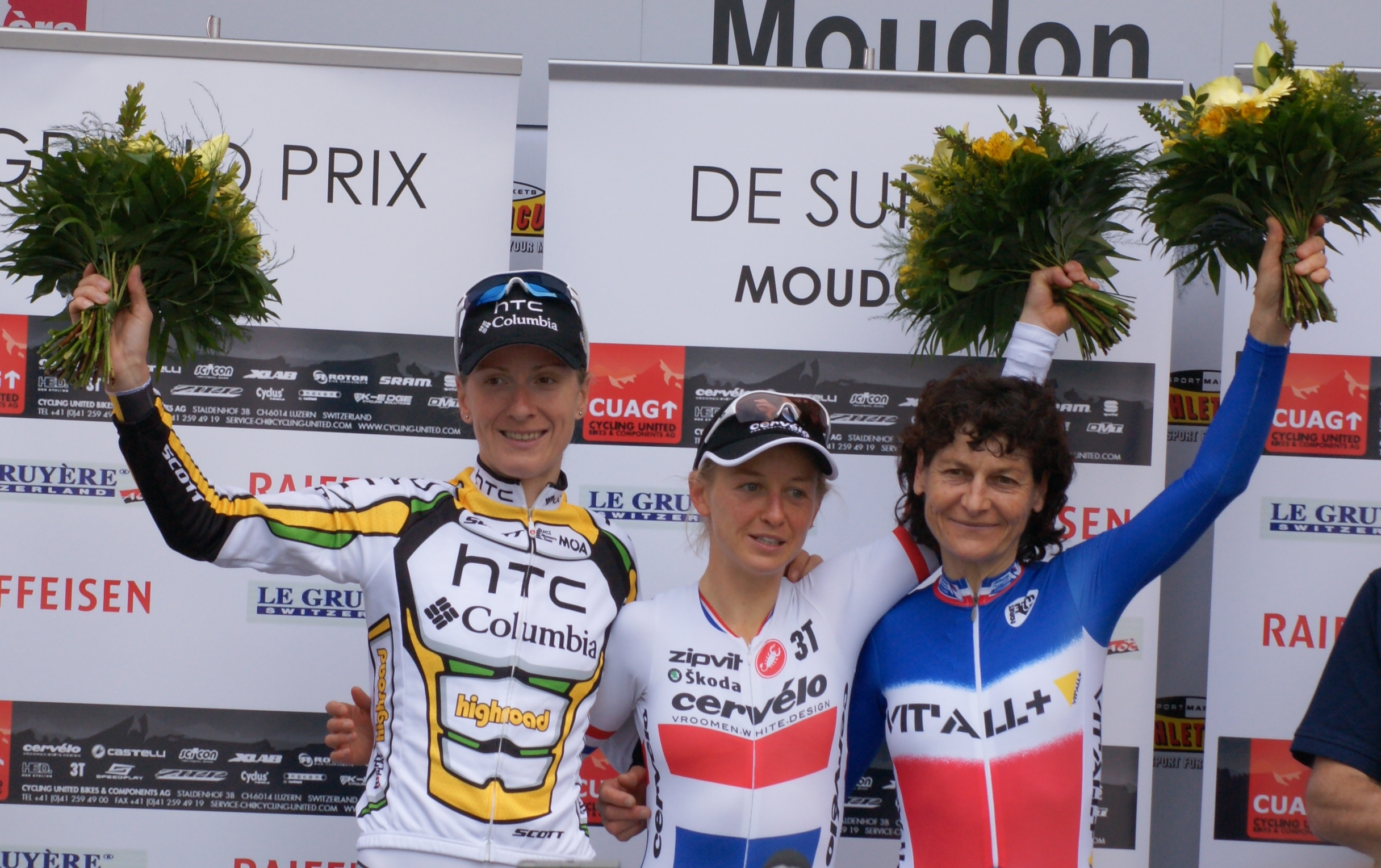
Подиум 2010 года: Юдит Арндт (2), Эмма Пули (1) и Жанни Лонго (3)

| Год  | Победитель         | Второй            | Третий           |
| ---- | ------------------ | ----------------- | ---------------- |
| 2001 | Леонтин Ван Морсел | Диана Жилюте      | Жанни Лонго      |
| 2004 | Ойнон Вуд          | Лин Бессетт       | Маргарет Хэмсли  |
| 2005 | Карин Тюриг        | Кристиана Зёдер   | Николь Брендли   |
| 2006 | Николь Кук         | Приска Доппман    | Зульфия Забирова |
| 2007 | Кристин Армстронг  | Кристиана Зёдер   | Карин Тюриг      |
| 2008 | Кристиана Зёдер    | Кристин Армстронг | Эмбер Небен      |
| 2009 | Кристиана Зёдер    | Жанни Лонго       | Эмма Пули        |
| 2010 | Эмма Пули          | Юдит Арндт        | Жанни Лонго      |